# نهائي بطولة طوكيو للشباب في قطاع غزة 2019
بطولة طوكيو 2019 للشباب في قطاع غزة هي بطولة أقيمت في سنة 2016 وهذه النسخة الثالثة من البطولة وتوج بها نادي اتحاد خانيونس على نادي خدمات البريج.

## النهائي
| اتحاد خانيونس | 3–2 | خدمات البريج |
| ------------- | --- | ------------ |
|               |     |              |